# Caladenia rosea
Caladenia rosea es una especie de planta de la familia Orchidaceae, endémica de mesetas lateríticas con altas precipitaciones en el suroeste de Australia Occidental.